# Samuel Eilenberg
Samuel Eilenberg (30. září 1913 Varšava, Polsko – 30. ledna 1998 New York, USA) byl polsko-americký matematik židovského původu. Věnoval se zejména algebraické topologii a algebře, spolu se Saundersem Mac Lanem se považuje za zakladatele teorie kategorií. Napsal také významnou knihu o teorii automatů. V roce 1985 obdržel Wolfovu cenu za matematiku.